# Pic del Sirvent
El Pic del Sirvent és una muntanya de 2.750 metres que es troba entre els municipis de Lles de Cerdanya, a la comarca de la Baixa Cerdanya i Andorra.